# Do Pješivački
Do Pješivački este un sat din comuna Danilovgrad, Muntenegru. Conform datelor de la recensământul din 2003, localitatea are 33 de locuitori (la recensământul din 1991 erau 49 de locuitori).

## Demografie
În satul Do Pješivački locuiesc 33 de persoane adulte, iar vârsta medie a populației este de 63,5 de ani (57,9 la bărbați și 69,4 la femei). În localitate sunt 16 gospodării, iar numărul mediu de membri în gospodărie este de 2,06.
|  |

| Demografie | Demografie | Demografie |
| An         | Locuitori  | Locuitori  |
| ---------- | ---------- | ---------- |
|            |            |            |
|            |            |            |
|            |            |            |
|            |            |            |
| 1948       | 208        |            |
| 1953       | 223        |            |
| 1961       | 190        |            |
| 1971       | 179        |            |
| 1981       | 80         |            |
| 1991       | 49         | 49         |
| 2003       | 33         | 33         |

| \| Componența etnică conform recensământului din 2003[2] \| Componența etnică conform recensământului din 2003[2] \| Componența etnică conform recensământului din 2003[2] \| Componența etnică conform recensământului din 2003[2] \| Componența etnică conform recensământului din 2003[2] \| \| ----------------------------------------------------- \| ----------------------------------------------------- \| ----------------------------------------------------- \| ----------------------------------------------------- \| ----------------------------------------------------- \| \| \| \| \| \| \| \| Muntenegreni \| Muntenegreni \| \| 25 \| 75,75% \| \| Sârbi \| Sârbi \| \| 7 \| 21,21% \| \| Croați \| Croați \| \| 1 \| 3,03% \| \| necunoscută \| necunoscută \| \| 0 \| 0% \| |              |  |    |        |
| Componența etnică conform recensământului din 2003 |              |  |    |        |
| |              |  |    |        |
| Muntenegreni | Muntenegreni |  | 25 | 75,75% |
| Sârbi | Sârbi        |  | 7  | 21,21% |
| Croați | Croați       |  | 1  | 3,03%  |
| necunoscută | necunoscută  |  | 0  | 0%     |